# عراد (النقب)
عِرَاد ((بالعبرية: עֲרָד‏) ) هي مدينة في المنطقة الجنوبية من إسرائيل، تأسست كبلدة عام 1962 على أنقاض قرية «تل عراد» الفلسطينية. تقع على حدود النقب وصحراء يهودا على بعد 25 كيلومتر (16 ميل) غرب البحر الميت و45 كيلومتر (28 ميل) شرق بئر السبع. المدينة هي موطن لشريحة سكانية متنوعة يبلغ تعدادها 26,756، حيث إنها تشمل اليهود الأشكناز والسفارديين والعلمانيين والمتدينين والبدو والعبرانيين السود، بالإضافة إلى المهاجرين الجدد.
بعد محاولات الاستيطان العديدة في المنطقة خلال عشرينيات القرن العشرين، تأسست عراد في نوفمبر 1962 كمدينة تطور إسرائيلية، وهي أول مدينة مُخططة في إسرائيل. نما عدد سكان عراد بشكل ملحوظ مع هجرة اليهود من الاتحاد السوفيتي والذي بلغ ذروته عام 2002 حينما وصل إلى 24.500 نسمة.
تشمل المعالم في عراد أنقاض تل عراد ومتنزه عراد ومطار محلي وأول حلبة سباق قانونية في إسرائيل. تشتهر المدينة بمهرجانها الموسيقي الصيفي السنوي، مهرجان عراد.

## التاريخ

### العصور القديمة

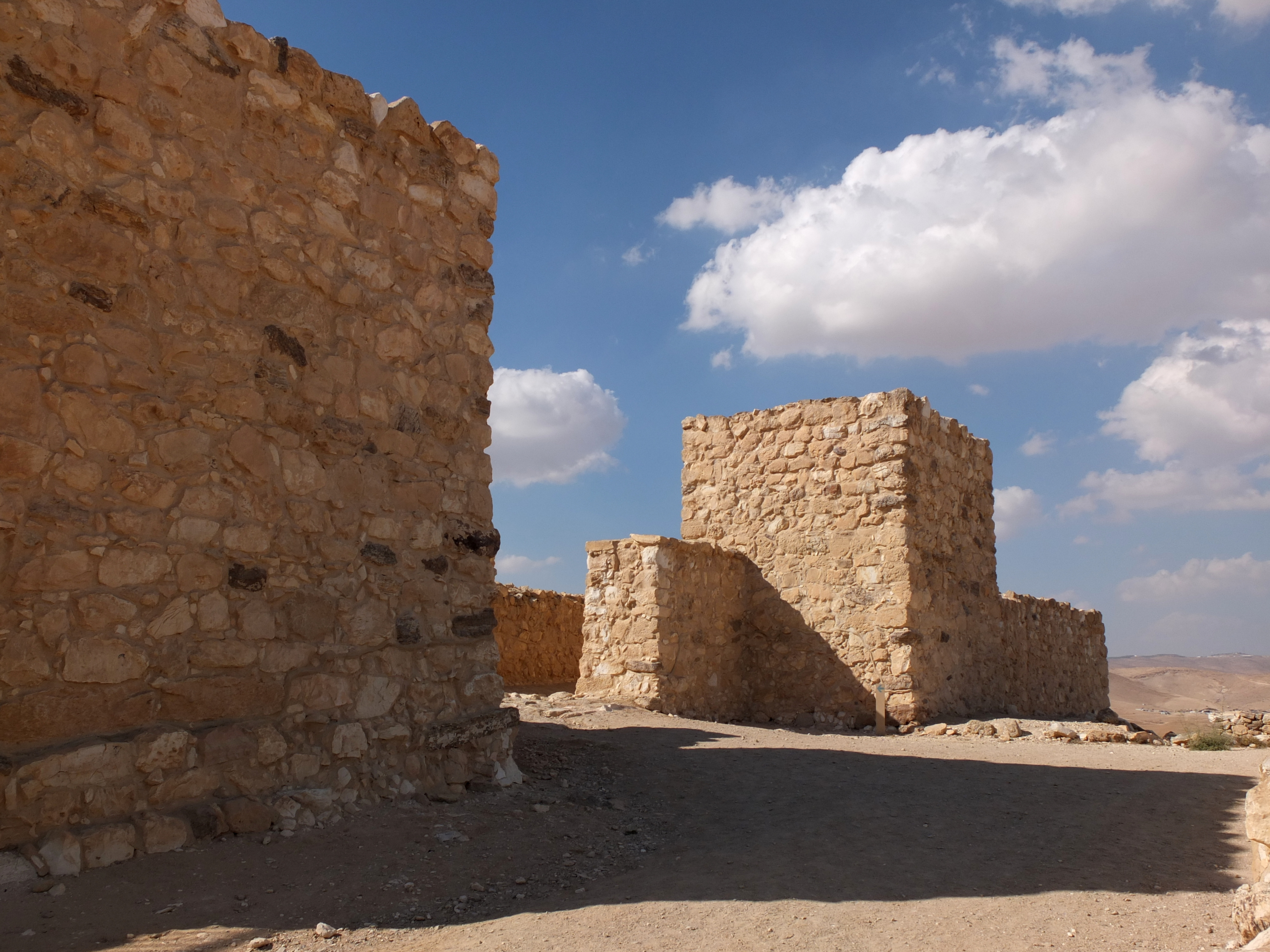
تل عراد.

سمیت عراد على اسم مدینة كنعانیة تعود إلى العصر البرونزي التوراتي؛ تقع في تل عراد (موقع آثار توراتي اُشتھر باكتشاف شقفة مرسومة)؛ والتي تقع على بعد حوالي 8 كیلومترات (5 أميال) غرب عراد الحدیثة. یصفھا الكتاب المقدس (سفر القضاة 1:16) بأنھا حصن كنعاني منع ملكه بني إسرائیل من الانتقال من النقب إلى جبال يهودا (جبال الخلیل) على الرغم من تدمیر تل عراد قبل أكثر من 1200 عام من وصول بني إسرائیل. بالرغم من ذلك، یبدو أن السجلات التي دُّون بھا تاریخ شيشنق الأول تُشیر إلى مستوطنة في تل عراد. بقیت المدینة مھجورة لعدة قرون بعد تدمیرھا في العصر الكنعاني قبل أن یُعید الإسرائیلیون استيطانها ابتداءاً من القرن الحادي عشر قبل المیلاد. قام الإسرائیلیون في البدایة باستیطانھا كقطعة أرض غیر مُسّورة كنطاق رسمي أو مقدس على التل الأعلى. أصبحت فیما بعد مدینة حامیة تُعرف باسم «القلعة». یُعتقد أن القلعة والمكان المقدس قد شُیدوا في زمن الملكين داود وسليمان. تعكس القطع الأثریة التي تم العثور علیھا داخل حرم القلعة قرابین من الزیت والنبیذ والقمح وما إلى ذلك؛ جلبھا العدید ممن عاشوا ھناك خلال فترة مملكة يهوذا حتى سقوط یھوذا في أیدي البابلیین. تم تجدید القلعة وإعادة تشكیلھا وإعادة بنائھا بشكل دوري تحت حكم ملوك یھوذا حتى دُمرت في النھایة بین عامي 597 و577 قبل المیلاد بینما كانت القدس تحت حصار الملك البابلي نبوخذ نصر الثاني. وبالرغم من ذلك استمر السكان المحلیون في نقل ھذه العناصر إلى المنطقة المقدسة في التل الأعلى خلال العصور الفارسیة والمكابیة والرومانیة والمسلمة المبكرة. لا تزال علامات ھذه الطقوس القدیمة التي قام بھا بنو إسرائیل قائمة حتى یومنا ھذا مع تناثر الفخار المكسور في الموقع بأكمله.
كان يوسابيوس القيصري ما زال یحاول أن یحدد الموقع بشكل صحیح خلال الحقبة البیزنطیة واحتفظ البدو باسم «عراد». أصبحت عراد القدیمة أبرشية مسیحیة. كان ستیفانوس (أحد أساقفتھا) أحد الموقعین على رسالة یوحنا الثالث من القدس (المجمع المقدس) ضد ساويرس الأنطاكي في عام 518 وشارك في المجمع المقدس عام 536 للمقاطعات الرومانیة الثلاث؛ مقاطعة فلسطین الأولى ومقاطعة فلسطین الثانیة ومقاطعة فلسطین الثالثة (كانت عراد تحت سلطة الأخیرة) ضد أنثیمیس الأول في القسطنطینیة. لم تعد عراد أسقفیة سكنیة؛ فقد تم إدراجھا الیوم من قبل الكنيسة الرومانية الكاثوليكية ككرسي لقبي.

### حقبة الانتداب البريطاني
كانت أول محاولة حديثة لاستيطان المنطقة من قبل اليشوف؛ المجتمع اليهودي في فلسطين تحت الانتداب في 23 فبراير 1921؛ عندما سمحت حكومة الانتداب البريطاني للجنود المسرحين من الفيلق اليهودي بالاستيطان في المنطقة. قام تسعة رجال وامرأتان بالمهمة لكن بعد أربعة أشهر أُجبِروا على المُغادرة بسبب عدم وجود مياه في المنطقة.

### دولة إسرائيل

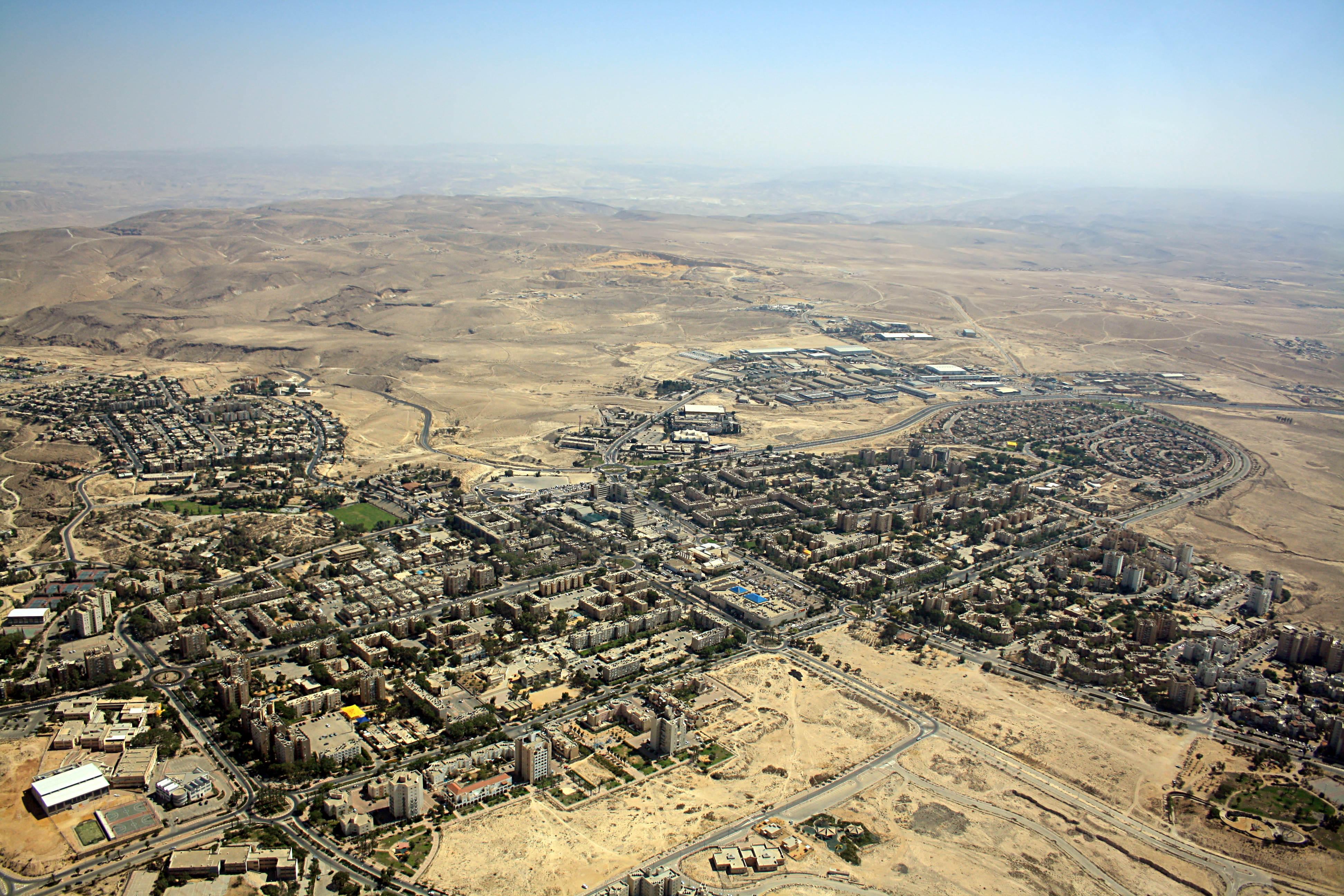
منظر جوي لعراد.

تم تعیین فریق تخطیط في 15 نوفمبر 1960 تلته لجنة مكتملة التكوین في 29 دیسمبر من قبل مجلس الوزراء الإسرائیلي لفحص إمكانیة إنشاء مدینة في شمال شرق صحراء النقب ومنطقة عراد.تم منح میزانیة أولیة قدرھا 50 ألف جنيه إسرائيلي للمشروع برئاسة أرییه إلیاف. تم اختیار الموقع النھائي (3.5 كیلومتر (2.2 میل) جنوب غرب جبل كیدود) في 31 ینایر 1961 وتمت الموافقة على شبكة للطرق وشبكة لتوصیل المیاه. تم وضع مخططات لمدینة یتراوح عدد سكانھا بین 10.000 و20.000 نسمة في مارس 1961. كانت یونا بیتلسون كبیرة المھندسین والمخططین.
أخذت الخطة التي تم إعدادها في الاعتبار التضاريس والمناخ، حيث تم تشييد المباني السكنية ذات الأفنية الداخلية الكبيرة التي توفر الحماية من شمس الصحراء والرياح. كما تم بناء مناطق سكنية عالية الكثافة في بادئ الأمر من أجل إنشاء بيئة حضرية وتقليص مسافات المشي.

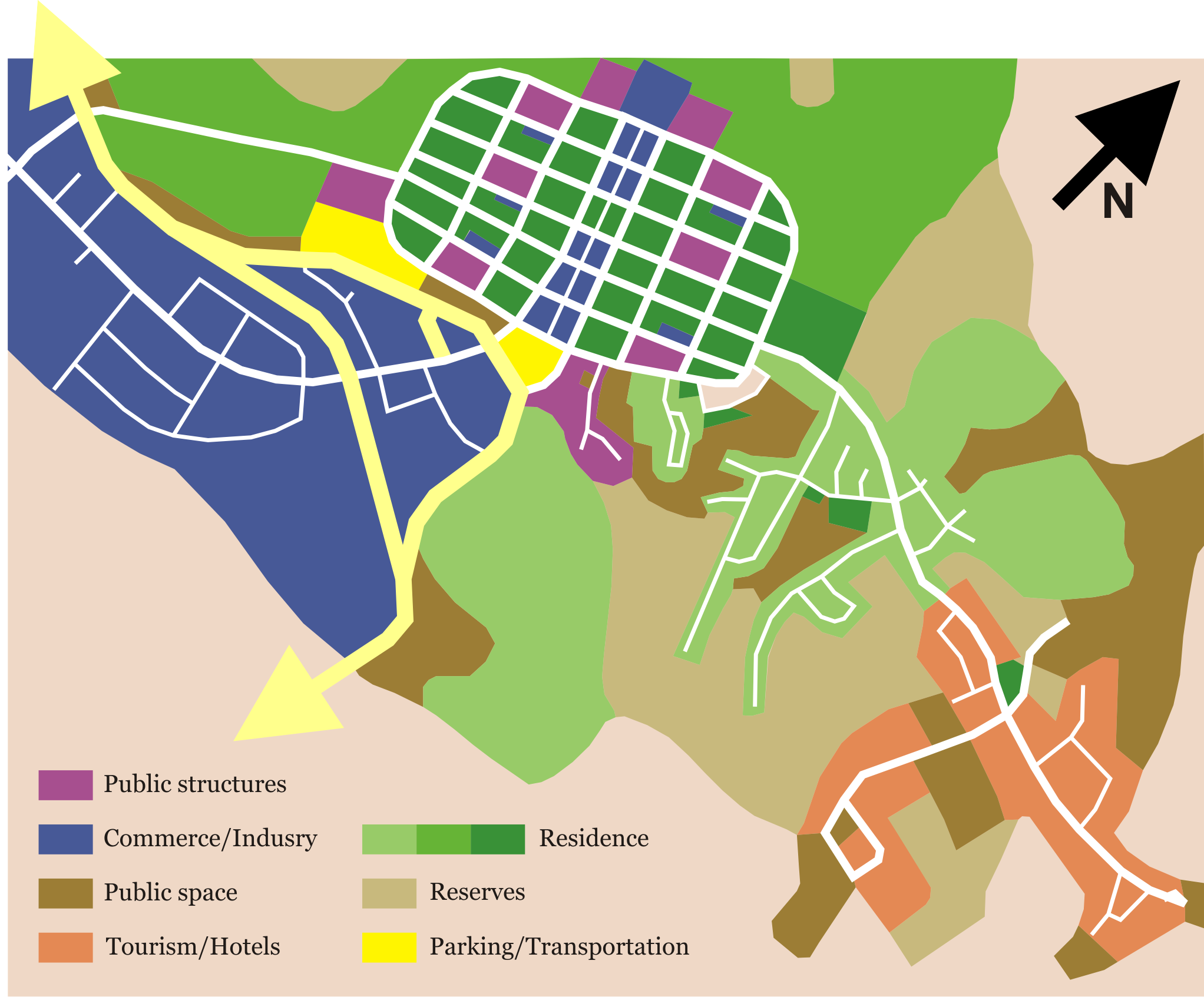
مخطط المدينة الأصلي لعراد.

قامت شركة «نفطة» النفطية ببناء معسكر عمل في المنطقة في يوليو 1961، يتكون من ستة حظائر مؤقتة، بعد العثور على النفط بكميات تجارية في المنطقة. تم إنشاء المدينة نفسها في عام 1962 من قِبل مجموعة من أعضاء الكيبوتس والموشاف السابقين الذين كانوا يبحثون عن بيئة خالية من الازدحام وحركة المرور والضوضاء والتلوث. أُقِيم حفل التأسيس في 21 نوفمبر بحضور رئيس الوزراء آنذاك دافيد بن غوريون، وكانت واحدة من آخر مدن التطور التي تم تأسيسها. وفقاً لموقع المدينة على الإنترنت، كانت عراد أول مدينة مُخططة مسبقاً في إسرائيل.
كان يقطن عراد إلى حدود عام 1964 ما يقرب من 160 عائلة، مُعظمها من السكان الأصليين. بعد عام 1971، بدأت عراد في استقبال المهاجرين اليهود (عليا)، وأغلبهم من الاتحاد السوفيتي، ولكن أيضاً من البلدان الناطقة بالإنجليزية وأمريكا اللاتينية، وازداد عدد سكانها من 4.000 نسمة في عام 1969 إلى 10.500 في عام 1974 و12.400 في عام 1983. خِلال النصف الأول من التسعينيات، استقبلت عراد 6.000 مهاجر من الاتحاد السوفيتي السابق. في عام 1995، بلغ عدد سكان المدينة 20.900 نسمة، ليقوم بعدها رئيس الوزراء إسحاق رابين بإعلان عراد مدينة في 29 يونيو 1995.

## الجغرافيا

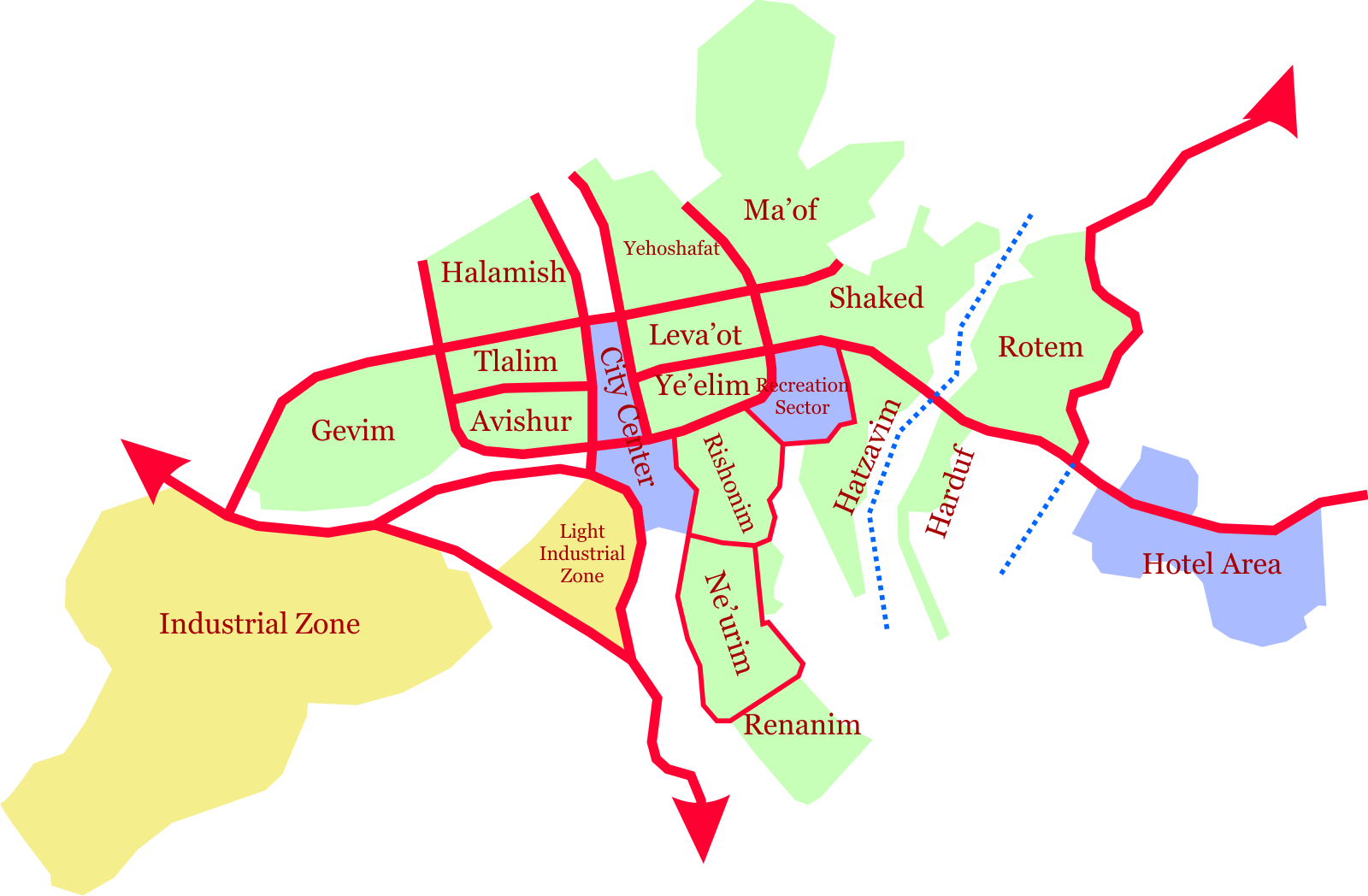
أحياء عراد.

تقع نسبة كبيرة من مساحة عراد في سلسلة جبال كيدود الغربية والجنوبية الغربية، وسهل عراد، والذي يمثل الطرف الجنوبي الغربي لصحراء يهودا. تقع على بعد 23 كيلومتر (14.3 mi) غرب الطرف الجنوبي للبحر الميت، وذلك عن طريق البر، وعلى بعد 45 كيلومتر (28.0 mi) شرق بئر السبع، وعلى بعد 111 كيلومتر (69.0 mi) جنوب القدس، وعلى بعد 138 كيلومتر (85.7 mi) جنوب شرق تل أبيب، وعلى بعد 219 كيلومتر (136.1 mi) شمال مدينة إيلات الواقعة في أقصى الجنوب.
تمتد المدينة على مساحة 93,140 دونم (93.1 كـم2؛ 36.0 ميل2)، وهي واحدة من أكبر المناطق البلدية في إسرائيل، على الرغم من أن منطقتها الحضرية أصغر بكثير. في عام 1993، كان نطاق اختصاص المدينة 73,934.3 دونم (73.9 كـم2؛ 28.5 ميل2)، ولا زال وقتها أكبر بعدة مرات من المنطقة الحضرية. يمكن أيضاً العثور على الموقع التاريخي لتل عراد ومنتزه عراد (المعروف أيضاً باسم ران غروف) داخل منطقتها البلدية، غرب قلب المدينة. تمتلك عراد أيضاً مهبطاً تجارياً يقع أقرب قليلاً إلى جنوب قلبها الحضري. تقع على حدود المجالس الإقليمية تمار وأبو بسمة، وأقرب بلدية محلية لعراد هي المجلس المحلي البدوي كسيفة.

## الأحياء
| الاسم                  | المعنى       | جذر الكلمة          |
| ---------------------- | ------------ | ------------------- |
| أبيشور                 | أبيشور       |                     |
| طلاليم                 | ندى (الجمع)  |                     |
| ليفاعوت                | أسد (توضيح)  |                     |
| يعاليم                 | أوعال        |                     |
| غابيم                  | خزانات أرضية | أجسام فلوفيلية      |
| حلميش                  | صوان         | فواكه               |
| يهوشافاط (تحت التشييد) | يهوشافاط     | ملوك إسرائيل ويهودا |
| ريشونيم                | رواد         |                     |
| نعوريم                 | شباب         |                     |
| رينانيم (تحت البناء)   | أفراح        | موسيقى              |
| أيانوت                 | ينابيع       | ينابيع              |
| ماعوف                  | طيران        | طيور                |
| هاتزافيم               | إشقيل        | جيش                 |
| هردوف                  | دفلى         | مرتفعات (مجازية)    |
| شاكيد                  | لوز          | نباتات              |
| روتم                   | جنستاوات     | جواهر               |

## الجيولوجيا والتضاريس

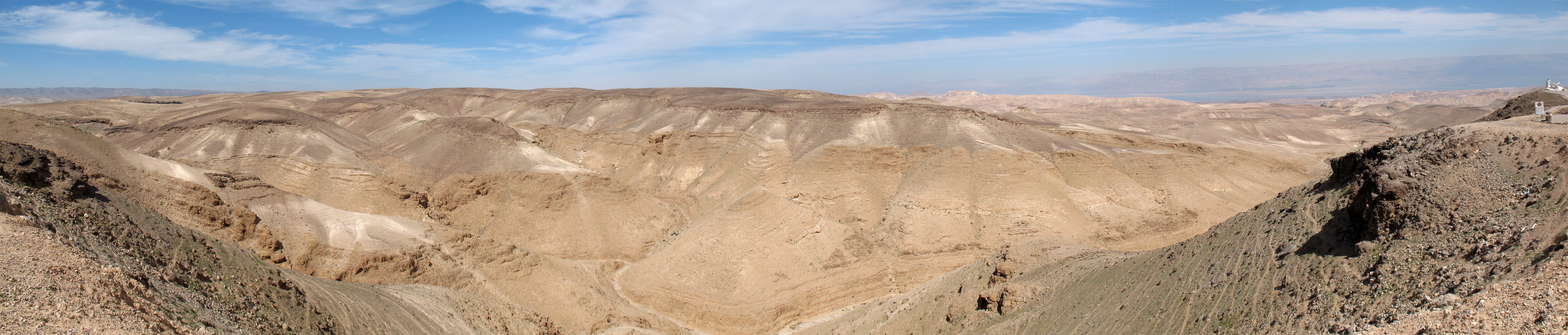
تيار كيدود (وادي كدادة).

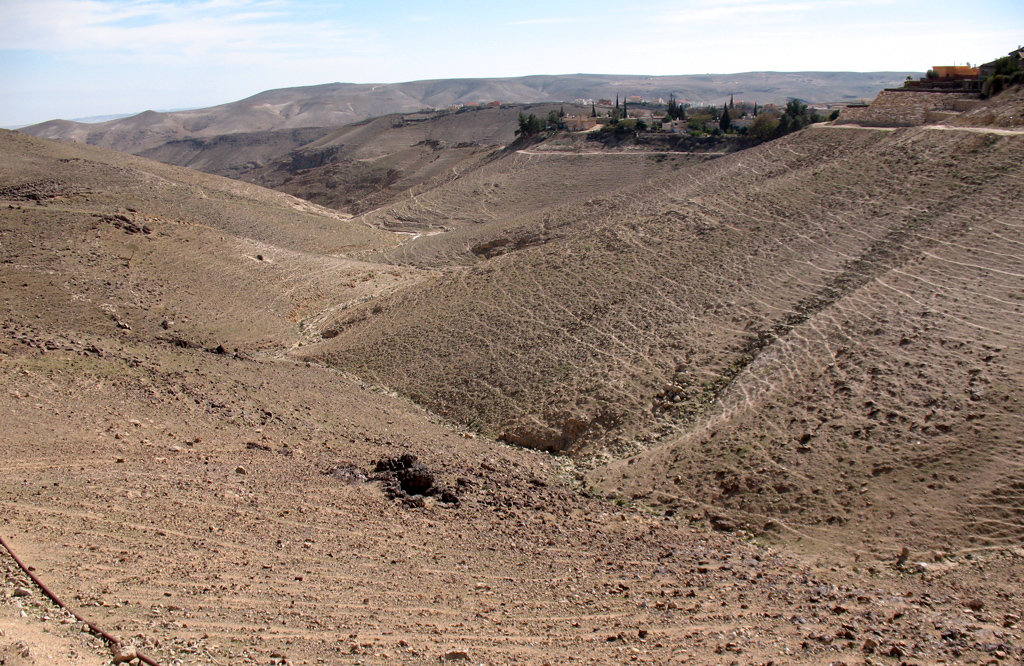
تيار براعيم.

تتألف أرض الجزء الغربي من عراد من رواسب طفالية، بينما يتكون الجزء الشرقي من الصخور الرسوبية، وتشمل الطباشير والصوان والدولوميت.
يتراوح ارتفاع عراد بين حوالي 361.5 و 631.1 متر (1,186 و 2,071 قدم) فوق مستوى سطح البحر، ويُعتبر جبل كيدود أبرز قمة (600 م أو 2,000 قدم)، والذي يقع في النقطة الشمالية الشرقية من المدينة وسميت باسم «راس الكدادة»، وهو الاسم العربي للتل. كما تشمل حدود البلدية قمماً أخرى كجبل كينا (635 م أو 2,083 قدم) وجبل برير (537 م أو 1,762 قدم). بالإضافة إلى ذلك، هناك العديد من الوديان التي تمر عبر عراد، ولا سيما تيار يعاليم (الذي يمتد على طول الطريق السريع 31) وتيار تسئيليم (وادي السيال). وتشمل الجداول الأخرى نهر حيسيد، كيسان، كيدود، كينا، مالهاتا، براعيم، تافيا، وتيارات أخرى.

## المناخ
بين عامي 1964 و1974، بلغ متوسط درجة حرارة عراد في يناير 11 °م (52 °ف)، و27 °م (81 °ف) في يوليو. بينما بلغ متوسط التساقطات السنوي بين عامي 1960 و1990 حوالي 150 مليمتر (5.9 بوصة)، و158 مليمتر (6.2 بوصة) بين عامي 1962 و1978. تقع عراد في منطقة قاحلة، حيث يرتفع معدل التساقطات المطرية خِلال أشهر الشتاء في ديسمبر ويناير وفبراير. مع ذلك، في حالات نادرة تكون هناك تساقطات ثلجية، ومن الأمثلة على ذلك العاصفة الثلجية الهائلة خلال شتاء 1991-1992 التي اجتاحت منطقة جبلية بأكملها في النقب والعاصفة الثلجية في يناير عام 2008.

## التركيبة السكانية
وفقاً لدائرة الإحصاء المركزية الإسرائيلية، فإنه من بين سكان عراد البالغ عددهم 24.400 نسمة عام 2015، كان هناك 80.3٪ من اليهود و16.8٪ آخرون من غير العرب، وينقسمون إلى 11.900 (~48.8٪) من الرجال و12500 من النساء. 33.8٪ (ثاني أعلى نسبة في البلاد) كانوا مهاجرين منذ عام 1990. بلغ عدد سكان عراد ذروته في عام 2002 حين وصل إلى 24.500 نسمة. قال رئيس بلدية عراد السابق، موتي بريل، إن سبب تدهور المدينة هو فشلها في استيعاب الهجرة الهائلة من روسيا. في أوائل عام 2007، وجدت دراسة أمرت بها وزارة البناء والإسكان الإسرائيلية أن عراد تملك صورة سيئة، ووصفتها بأنها «مستوطنة تدفع السكان بعيداً».
في عام 2015، كان لدى عراد 10.983 (~45٪) من العاملين المأجورين و529 (~2.2٪) يعملون لحِسابهم الخاص. كان 11.805 يتلقون مُستحقات الأطفال، و321 يتلقون إعانات البطال، و1.168 يتلقون ضمان الدخل. بلغ متوسط الدخل الشهري للعاملين لحسابهم الخاص 6.934 شيكل، بينما كان متوسط الدخل للعاملين المأجورين 6.988 شيكل (9.008 شيكل للرجال و5.184 شيكل للنساء).
تطمح قواعد مدينة التدريب التابعة الجيش الإسرائيلي، قيد الإنشاء بالقرب من بئر السبع، لجلب آلاف الجنود (معظمهم من الضباط وكبار ضباط الصف وغيرهم من الموظفين) للعيش في النقب، بما في ذلك عراد. وفقاً لأورلي يحزقل، الرئيس التنفيذي لوزارة تنمية النقب والجليل، فإنه سيتم استثمار 4.5 مليون شيكل في عراد، تتضمن دعماً بقيمة 1.000 شيكل شهرياً لمدة عامين لكل عائلات الجنود الراغبين في الانتقال إلى عراد.
تتوقع وزارة تنمية النقب والجليل زيادة عدد سكان عراد ثلاث مرات بحلول عام 2025.

## الاقتصاد
بخلاف الأماكن السياحية، تتركز تجارة عراد في الغالب في منطقة التجارة المركزية، كما هو مُتصور في الخطة الأصلية. يوجد في المدينة مركز تسوق واحد، عراد مول، في الجهة الشمالية من قِطاع التجارة. بالإضافة إلى المنطقة الرئيسية، توجد مجموعات متاجر صغيرة في معظم أحياء المدينة، ولا سيما مبنى يسمى النجمة (هكوخاف) في حي طلاليم. كما يوجد سوبر ماركت وحيد خارج المركز اسمه ميغا إن ذا سيتي يقع في المنطقة الصناعية، بالقرب من مدخل المدينة، ومجمع تجاري كبير مخطط له بالقرب منه من قبل شركة عقارية تسمى زيم سانترز. كما يقع سوق عراد، الذي يفتح أبوابه كل يوم الاثنين في منطقة الصناعات الخفيفة.

## الحكومة المحلية

### علم وشعار البلدية

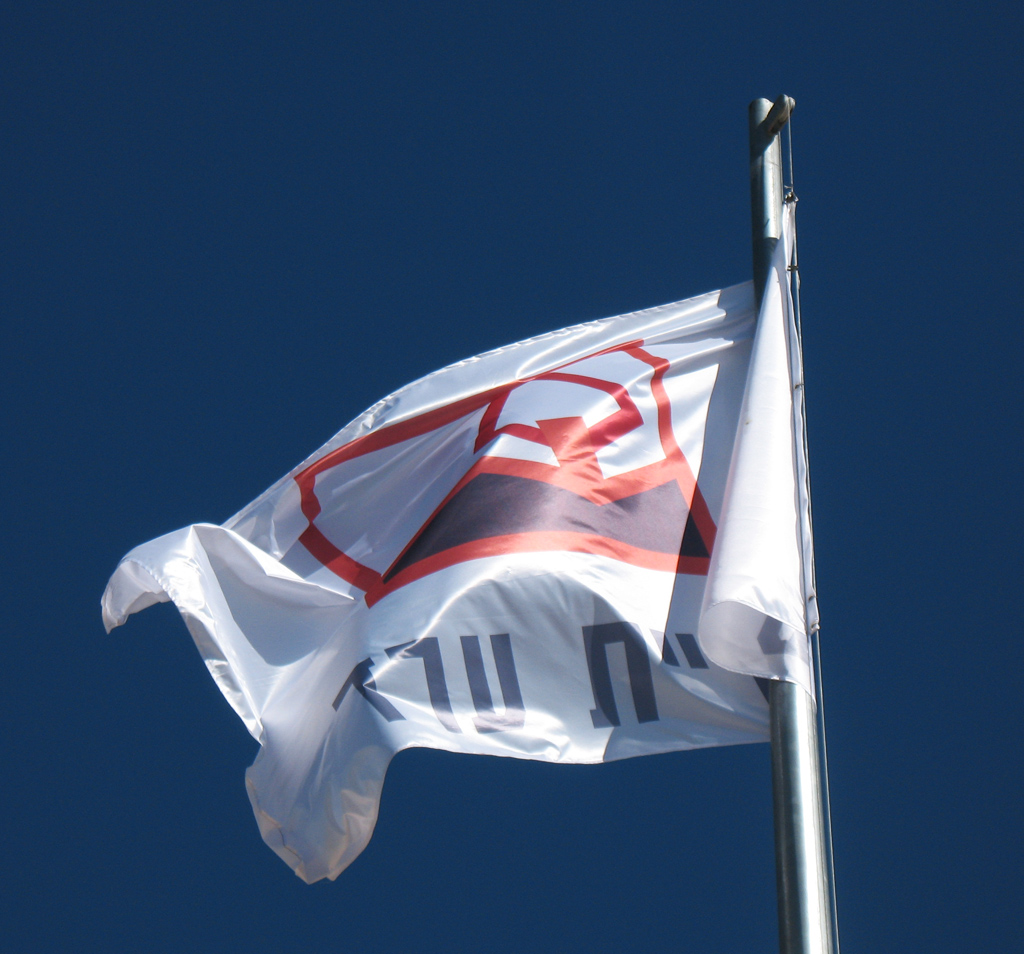
علم عراد.

شِعار عراد هو عبارة عن مربع به تل ولهب. حيث يُمثل التل جبل كيدود، وهو تل في الجزء الشمالي الشرقي من المدينة، بينما يُمثل اللهب الغاز الطبيعي، والذي تم استخراجُه من المنطقة خِلال الأيام الأولى لعراد مما حفز من نمو المدينة. تم اعتماد الشعار بتاريخ 19 مايو 1966. أما علم عراد فهو مستطيل الشكل بأبعاد 2:3، وله خلفية زرقاء فاتحة ويُظهِر الشعار في الوسط مع النص العبري لـ«بلدية عراد» في الأعلى والنص الإنجليزي "City of ARAD Israel" (أو أشكال مختلفة منه) في الأسفل. يُعتَبر علم عراد علم الأمر الواقع، ولا يوجد قانون أو مرسوم يجعله رسمياً.

## سكان بارزون

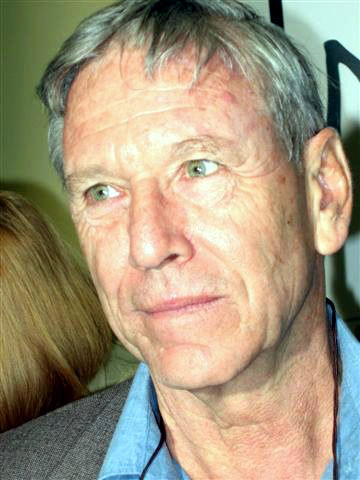
عاموس عوز.

- عاموس عوز (1939–2018)، كاتب.[33]

## المدن التوأم - المدن الشقيقة
- أصبحت ويلمنغتون مدينة شقيقة لعراد في عام 1973، كاحتفال بالذكرى السنوية الخامسة والعشرين لقيام دولة إسرائيل.[34]
- وقعت دينسلاكن، ألمانيا اتفاقية توأمة مع عراد في عام 1989.[35][36]
- طورت برلينغتون علاقتها مع عراد كمدينة شقيقة في عام 1991. زار العمدة بتسلئيل طبيب، مع البروفيسور وليد دجاني، الذي مثل بيت لحم، بيرلينجتون لتوقيع اتفاقية تعاون لثلاث مدن، لتكون بذلك أول اتفاقية لمدن شقيقة بين الأمريكيين والمجتمعات الفلسطينية والإسرائيلية.[37]

## وصلات خارجية
- الموقع الرسمي
 باللغة العبرية
- Aradnik, the internet version of Arad's local HaTzvi weekly باللغة العبرية
- Arad by Google Maps
- "Arad GIS system" (بالعبرية). مؤرشف من الأصل في 2008-12-20. اطلع عليه بتاريخ 2008-01-07.
- "Arad Doll Museum". مؤرشف من الأصل في 2016-03-06. اطلع عليه بتاريخ 2017-07-08.{{استشهاد ويب}}:  صيانة الاستشهاد: BOT: original URL status unknown (link)